# 林茨火車總站
林茨火車總站是奧地利第三大城市兼上奧地利州首府林茨的鐵路車站。車站在1858年啟用，是林茨交通樞紐的中心部分。此線是西部鐵路的一個重要中途站，同時是Pyhrn鐵路、Summerauer鐵路及林茨本地鐵路的終點站。車站由奧地利聯邦鐵路持有，而列車服務則同時由奧地利聯邦鐵路和林茨本地鐵路共同營運。車站每日有超過3萬乘客。

## 位置
林茨火車總站位於車站廣場，近市中心的南端。

## 外部連結
维基共享资源上的相關多媒體資源：林茨火車總站
- Linzer Lokalbahn 林茨鐵路車站官方網站 （页面存档备份，存于）